# Essigella hoerneri
Essigella hoerneri är en insektsart som beskrevs av David D. Gillette och Palmer 1924. Essigella hoerneri ingår i släktet Essigella och familjen långrörsbladlöss. Inga underarter finns listade i Catalogue of Life.